# Alfred Pellegrini

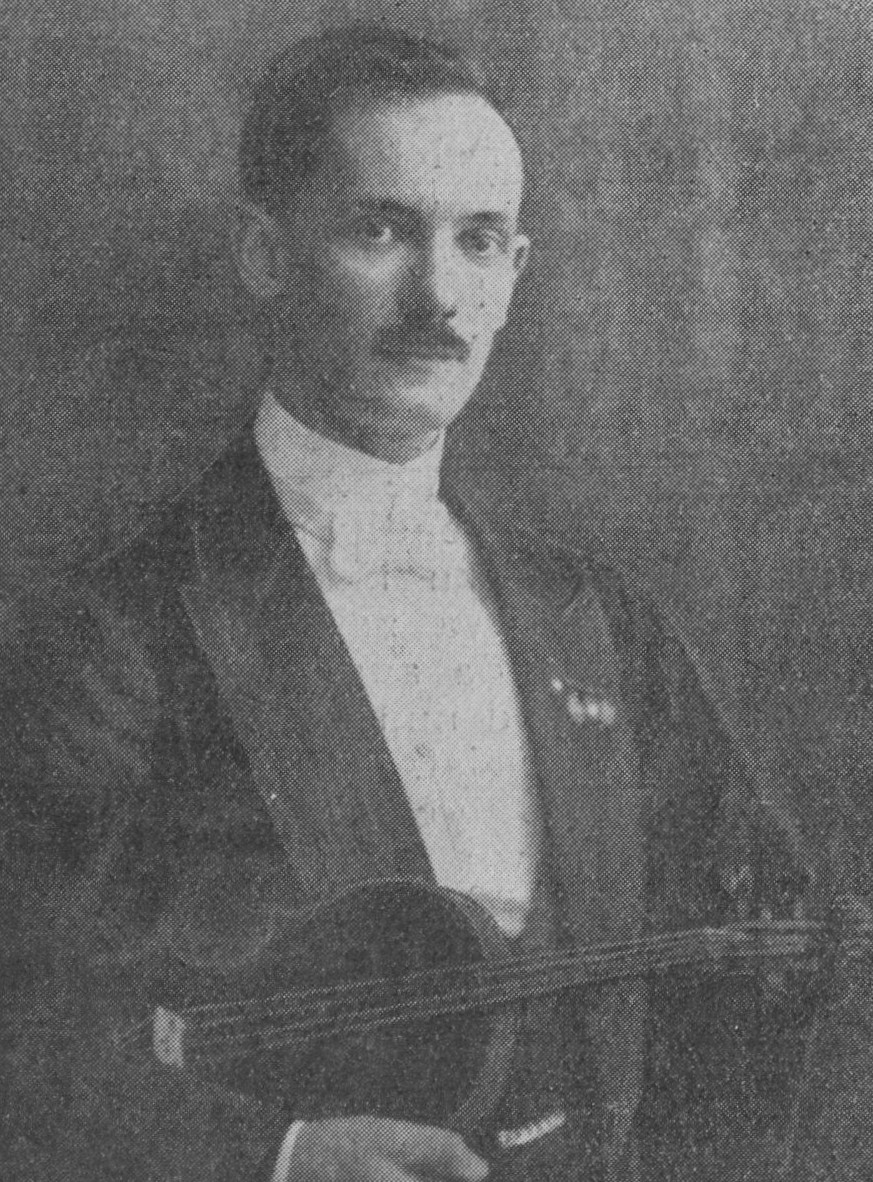
Alfred Pellegrini, um 1928

Franz Joseph Alfred Pellegrini (* 5. Februar 1887 in Dresden; † 4. Dezember 1962 in Landshut) war ein deutscher Violinist und Komponist. 

## Leben und Wirken
Er war das Kind der unverheirateten Federschmückerin Wilhelmine Clara Pellegrini, besuchte das Gymnasium und Lehrerseminar in Dresden und studierte danach, gefördert durch ein Staatsstudium, sechs Jahre Musik am Konservatorium in Prag bei Antonín Dvořák und Otakar Ševčík. Im Anschluss wechselte er an die Universität Leipzig zu Arthur Prüfer und an die Universität München zu Hermann von der Pfordten. Nach mehreren Konzertreisen war er von 1912 bis 1914 Erster Konzertmeister in Cherson-Odessa und von 1914 bis 1915 Erster Violinlehrer an der Musikakademie in Leitmeritz. In den folgenden Jahren erwarb er, dem der Titel Professor verliehen worden war, sich als Violinvirtuose einen Namen und gab zahlreiche Gastspiele. Am 10. Oktober 1937 beantragte er die Aufnahme in die NSDAP und wurde rückwirkend zum 1. Mai desselben Jahres aufgenommen (Mitgliedsnummer 5.811.441). Seinen Lebensabend verbrachte er im bayerischen Landshut.

## Werke (Auswahl)
- Der Fink. Lied für eine Singstimme mit Begleitung von Violine und Klavier oder Klavier allein, op. 21. 1911.
- Franz Schubert ein Volksabend. 1928.
- Menuett im klassischen Stil. München 1947.
- Fünfzehn Violin-Etüden, 1948.